# قياس الثقة
قياس الثقة (CW) هي عملية تهتم بقياس عاملين: (1) ما يعتقده المجيب على أنه إجابة صحيحة لأحد الأسئلة، (2) ما هي درجة اليقين لدى المجيب بشأن صحة اعتقاده.
يُشار إلى عملية قياس الثقة عند تطبيقها على اختيار إجابة محددة لسؤال معين في اختبار أو امتحان في أدبيات علم النفس المعرفي بأنها الثقة المحددة لشيء معين، وهو المصطلح المستخدم عادة من قِبل الباحثين الذين يدرسون ما وراء الذاكرة أو ما وراء المعرفة أو رصد الفهم أو شعور المعرفة. وتُعرف الثقة المحددة لشيء معين بأنها معايرة العلاقة بين أداء الدقة الموضوعي (على سبيل المثال، اختيار إحدى الإجابات في الاختبار) مع قياس الثقة الشخصي (على سبيل المثال، القيمة الرقمية المعطاة للاختيار). وقد استخدمت الدراسات التي أجريت حول الثقة بالنفس خلال أخذ الاختبار (على سبيل المثال، ) الثقة المحددة لشيء معين كوسيلة لتقييم الدقة والثقة الكامنة وراء الأحكام المعرفية.
واستخدم الباحثون العاملون خارج مجال علم النفس المعرفي قياس الثقة على النحو المطبق على الأحكام المحددة لشيء معين في تقييم التصورات البديلة للمفاهيم الصعبة في علم الأحياء والفيزياء بالمدارس الثانوية (على سبيل المثال)وتطوير وتقييم اختبارات تكيفية محوسبة (على سبيل المثال،)، واختبار التقييمات المحوسبة للتعلم والفهم (على سبيل المثال،)، وتطوير واختبار تقييمات الفصول المدرسية التكوينية والتراكمية (على سبيل المثال). يُعتبر قياس الثقة أحد المكونات الثلاثة لنموذج ميل المخاطر.